# 晋恭王墓
晋恭王墓(朱棡墓)是一处明代古墓葬，位于山西省太原市小店区北营街道老峰村西北民航街北侧。
2000年9月21日，晋恭王墓公布为太原市文物保护单位。2021年8月4日，晋恭王墓公布为第六批山西省文物保护单位。